# فرانز لوكاس
فرانز لوكاس (بالألمانية: Franz Lucas)‏ هو معذب ‏ ألماني، ولد في 15 سبتمبر 1911 في أوسنابروك في ألمانيا، وتوفي في 7 ديسمبر 1994 في إلمسهورن في ألمانيا.